# Iunie 1986
Acest articol este generat integral pe baza informațiilor din articolul 1986 și este actualizat periodic de un robot.
 Editările făcute în articol vor fi șterse la următoarea actualizare! Dacă doriți să faceți modificări, editați articolul-sursă.

ianuarie -
februarie -
martie -
aprilie -
mai -
iunie -
iulie -
august -
septembrie -
octombrie -
noiembrie -
decembrie
Iunie 1986 a fost a șasea lună a anului și a început într-o zi de duminică.

## Evenimente
- 8 iunie: Fostul secretar general al Națiunilor Unite, Kurt Waldheim, este ales președinte al Austriei.
- 26 iunie: A fost inaugurat noul edificiu al Palatului Copiilor din București.
- 29 iunie: Argentina învinge Germania de Vest cu scorul de 3-2 și câștigă Cupa Mondială FIFA 1986.

## Nașteri
- 3 iunie: Rafael Nadal, jucător spaniol de tenis
- 3 iunie: Vozinha (n. Josimar Dias), fotbalist capverdian (portar)
- 6 iunie: Vladimir Volkov, fotbalist muntenegrean
- 7 iunie: László Sepsi, fotbalist român
- 7 iunie: Glukoza (Natalia Ilinicina Ionova), cântăreață rusă
- 9 iunie: Mërgim Mavraj, fotbalist albanez
- 10 iunie: Hajime Hosogai, fotbalist japonez
- 10 iunie: Jan Pahor, fotbalist sloven
- 10 iunie: Andrei Spînu, politician din R. Moldova
- 2 iunie: Guess Who (Laurențiu Mocanu), cântăreț român de hip-hop
- 11 iunie: Shia Saide LaBeouf, actor, regizor, scenarist și comedian american
- 13 iunie: Akihiro Ienaga, fotbalist japonez
- 13 iunie: Ashley Olsen, actriță și designer american
- 13 iunie: Keisuke Honda, fotbalist japonez
- 13 iunie: Mary-Kate Olsen, actriță americană
- 15 iunie: Fely (Felicia Donose), cântăreață și compozitoare română